# Arxius d'Art Americà
Els Arxius d'Art Americà, oficialment i en anglès Archives of American Art, és la major col·lecció de recursos primaris que documenten la història de les arts visuals als Estats Units. Més de 16 milions de peces de material original es troben en els centres dels Arxius Històrics de recerca a Washington DC i Nova York.
Com a centre de recerca dins de la Smithsonian Institution, els arxius conserven materials relacionats amb una àmplia varietat d'art americà i d'artistes visuals. Totes les regions del país i nombroses eres i moviments artístics estan representats. Entre els artistes més significatius representats en la seva col·lecció hi són Jackson Pollock, Lee Krasner, Marcel Breuer, Kent Rockwell, John Singer Sargent, Winslow Homer, John Trumbull, i Alexander Calder.
A més dels treballs dels artistes, l'Arxiu recull material documental de galeries d'art, marxants d'art i col·leccionistes d'art. També hi ha un recull de més de 2.000 entrevistes relacionades amb l'art. Els Arxius d'Art Americà publiquen una publicació bianual anomenada Archives of American Art Journal, la revista dels Arxius d'Art Americà, que exhibeix les col·leccions conservades als Arxius.

## Història
Els Arxius d'Art Americà van ser fundats a Detroit el 1954 pel llavors director de l'Institut d'Art de Detroit, E.P. Richardson, i pel col·leccionista d'art Lawrence A. Fleischman, també de Detroit. Preocupat per la manca de material relacionat amb l'art americà, els dos van organitzar els Arxius d'Art Americà, amb el suport d'acadèmics i empresaris. La seva intenció era recollir material relacionat amb artistes americans, marxants d'art, institucions i escriptors i per permetre l'accés a aquesta informació per als estudiants i escriptors. El 1970 l'Arxiu va passar a formar part de la Smithsonian Institució, pel que es va traslladar tot el centre de documentació a l'antiga Oficina de Patents de Washington, DC
Avui en dia la col·lecció i les oficines centrals estan ubicades en un edifici diferent de l'Oficina de Patents Antic. Cada any l'Arxiu atorga la medalla Archives of American Art Medal a les millors contribucions individuals a l'arxiu i als historiadors de l'art amb la Lawrence A. Fleischman Award, un premi a l'excel·lència acadèmica en el camp de la història de l'art americà. Aquests premis s'atorguen en benefici dels Arxius Històrics anuals i han estat recompensats persones com Mark di Suvero, Chuck Close, John Wilmerding, entre d'altres.

## Col·leccions
Després de la fundació de l'arxiu, totes les col·leccions, ja fossin prestades o donades als arxius, es van duplicar en microfilms. Aquest programa va permetre als arxius oferir un fàcil accés a les seves col·leccions a nivell nacional i l'establiment de bases de dades de l'arxiu a Nova York, Washington DC, Boston, Detroit i al Museu De Young a San Francisco. Avui també estan afiliats la Biblioteca Pública de Boston, el Museu Amon Carter i la Biblioteca Huntington. L'arxiu també ofereix microfilms de préstec interbibliotecari sense cap cost. Els microfilms van ser substituïts per un procés de digitalització de tota la col·lecció. Amb fons de la Terra Foundation i el Programa Interamericà de digitalització d'Art, l'Arxiu ha digitalitzat nombroses col·leccions, que es poden consultar a la seva pàgina web. A l'abril de 2011, els Arxius van rebre una segona donació Terra de $3 milions que els permeten finançar cinc anys més del procés de digitalització que va començar el 2005, amb una altra subvenció de $3,6 milions de la Fundació Terra.
L'Arxiu es basa principalment en subvencions i donacions privades per finançar el procés d'arxivament i conservació de les col·leccions. El 2009 l'Arxiu va rebre una subvenció de 213.315$ de la Leon Levy Foundation per processar els registres de la André Emmerich Gallery i un regal de $100.000 de la Fundació Kress per completar la digitalització de la Jacques Seligmann & Co. gallery. El 2009 l'Arxiu va adquirir un total de 88 col·leccions de 717 peus.

### Col·leccions destacades
L'Arxiu compta amb una col·lecció única de documentació d'artistes, marxants, crítics i col·leccionistes d'art. Mentre que els papers i documents componen una gran part dels arxius, d'altres objectes més singulars s'han adquirit al llarg dels anys. Propietats úniques com un niu d'ocell i una nina Kewpie de la col·lecció de l'artista Joseph Cornell, la màscara mortuòria del pintor George Luks; un cotxe joguina de ferro fos que va pertànyer a Franz Kline. La primera carta de la col·lecció va ser escrita per John Smibert el 1743; Smibert descriu al seu distribuïdor de les seves teories sobre el futur de l'art als Estats Units.

#### Artistes afroamericans
Els arxius conserven més de cinquanta col·leccions en paper d'artistes afroamericans. Entre els temes tractats en aquests documents personals figuren les experiències d'expatriació, el racisme dins de les arts, i el Federal Art Project. La col·lecció inclou els quaderns d'apunts de Palmer Hayden, una revista il·lustrada que Horaci Pippin va fer durant el seu servei militar durant la Primera Guerra Mundial i fotografies d'Alma Thomas. Altres notables col·leccions representen Charles Alston, Hughie Lee-Smith, Jacob Lawrence, Romare Bearden, Henry Ossawa Tanner, entre d'altres.

#### Artistes llatinoamericans
Més de 100 persones i organitzacions que estan representades en la col·lecció d'art llatinoamericà dels Arxius. Els temes van des del muralisme mexicà al surrealisme, així com el patrocini d'art durant el New Deal i el moviment chicà. Les col·leccions més notables inclouen el diari de Carlos López, els quaderns d'apunts d'Emilio Sánchez, material de partida per Mel Ramos i materials de recerca d'Esther McCoy relacionats amb l'arquitectura mexicana. També conserven històries orals a partir de 1964.

#### Rockwell Kent
El pintor, escriptor i il·lustrador Rockwell Kent va donar la seva col·lecció el 1969. Estava formada per més de 60.000 cartes, notes, esbossos, manuscrits, fotografies i documents professionals corresponents als anys setanta del segle xx. Un mes més tard casa es va cremar i Kent va dir que li hagués agradat haver donat tota la casa als arxius.

#### Leo Castelli Gallery
El 2007 la família de Leo Castelli va donar tota la seva documentació a l'Arxiu. Van ser necessaris tres anys per organitzar la recollida de més de 400 metres lineals de documentació. La col·lecció es compon de les vendes de cada obra d'art venuda per la galeria durant la vida de Castelli, així com les revisions publicades d'exposicions de la galeria, fotografies i correspondència amb els molts artistes que ell representava: Roy Lichtenstein, Ellsworth Kelly o Andy Warhol, entre d'altres.

#### Històries orals
El 1958 la revista Archives of American Art va iniciar un programa d'història oral amb el suport de la Fundació Ford i va continuar amb el suport del Consell de les Arts de l'Estat de Nova York, el Pew Charitable Trust, la Fundació Mark Rothko, i l'Aliança d'Art de Pasadena. Avui dia els arxius conserven prop de 2.000 entrevistes d'història oral en relació amb l'art americà i continua amb el finançament de la Fundació Terra d'Art Americà, la Fundació Brown de Houston, la Fundació Punt de Widgeon Caritat, l'Associació de Comerciants d'Art d'Amèrica i dels donants Nanette L. Laitman, qui va finançar més de 150 entrevistes amb els artistes americans. El 2009 l'Arxiu ha rebut dues subvencions importants per promoure el seu Programa d'història oral.

## Exposicions
Els arxius organitzen exposicions temporals de les seves col·leccions a Lawrence A. Fleischman Gallery al The Donald W. Reynolds Center for American Art and Portraiture, l'antiga oficina de patents de Washington. Una de les exposicions més rellevants fou Of the Moment: A Video Sampler from the Archives of American Art and Hard Times, 1929-1939, on s'analitzava l'impacte de la Gran Depressió en els artistes americans.

## Administració
Els Arxius d'Art Americà és un dels nou centres de recerca de la Smithsonian Institution. És dirigit per un director i un Consell d'Administració del Patronat, que inclou un Comitè Executiu, el Consell i Emèrits.

### Missió
| « | Per difondre la història de l'art a Amèrica, mitjançant la seva col·lecció i conservació, posant a disposició de la societat l'abundant documentació existent al respecte en aquest país. | » |